# Frida Wallberg
Frida Wallberg (Åtvidaberg en Östergötland, Suecia, 28 de abril de 1983) es la boxeadora más exitosa de Suecia.

## Biografía
Como amateur, ganó 48 de 53 juegos antes de convertirse en profesional en 2004. Ha ganado el campeonato Nórdico dos veces y el campeonato sueco seis veces.
El 27 de noviembre de 2010, Frida derrotó a la boxeadora canadiense Olivia Gerula, que significó que Frida Wallberg asumió el codiciado cinturón WBC. En junio de 2013 perdió por KO ante la australiana Diana Prazak, lo cual le provocaría una hemorragia cerebral, que fue tratada con éxito en el hospital del Instituto Karolinka.
- Altura: 169 centímetros.
- Peso: 63 kilogramos